# Ендре Дьордь
Ендре Дьордь (Хуст, 18 березня 1848 — Будапешт, 15 січня 1927) — угорський політик, міністр сільського господарства, економічний письменник, член Угорської академії наук (кореспондент: 1879, постійний: 1919). Брат Дьєрдя Аладара.

## Життєпис
Народився в родині Йожефа Дьордя, повітового лікаря, та Борбали Латор. Ендре закінчив середню школу в рідному місті, потім вивчав право в Дебрецені та в Пештському університеті, де також вивчав статистику в 1869 році. У той час він був членом молодіжної депутатської групи. У цей час він також завершив рік добровільної служби, і в 1870 році вступив до Міністерства громадських робіт і транспорту, де незабаром завоював авторитет, особливо в залізничному відомстві. Його відправили у кілька навчальних поїздок до різних країн Європи. Він провів багато часу в Англії та Росії. 4 вересня 1872 року в реформатській церкві на площі Кальвіна в Пешті. Ендре Дьордь одружився з вдовою Лорінца Будая, Сентпай Клементиною, на 11 років старшою за нього. У 1878 році, коли його шурин Єно Сентпай пішов у відставку, він був обраний депутатом парламенту від округу Халмі (Угочанська жупа), а потім знову після піврічної відсутності (коли у 1884 році був обраний Ласло Дьєнґо, який згодом покінчив життя самогубством) представляв цей округ, а з 1887 по 1890 рік представляв округ Мункач (комітат Береґ). 22 травня 1879 року був обраний членом-кореспондентом Угорської академії наук. Як фахівець у галузі залізничного транспорту був особливо активним у створенні регіональних залізниць (Надь-Бечкерек-Надь-Кікінда, Марошвасархей-Сасрегені, Дебрецен-Хайдунаш, Дебрецен-Надьлетай); як державний адміністратор був дуже активним у справі народних банків і кооперативів, особливо в окрузі Пешт. Як церковний діяч був постійним членом реформатської єпархії повіту Марамуреш-Угоча, реформатської єпархії Тисантюлі та конвенту. Кілька років був секретарем Комітету з питань народного господарства Академії. Шість разів перебував на Балканах і досконало знав умови життя в цих регіонах. Був членом Транспортної ради, Статистичної ради та Тарифного комітету. У парламенті він неодноразово виступав від свого імені з таких питань, як залізниця Пешт-Зімоні та перегляд закону про промисловість. Пізніше він став директором Кооперативного банку, директором залізниць Дебрецен-Хайдунань, Марошвасархей-Сашреген та кількох залізниць, а також членом Національної залізничної асоціації. 6 серпня 1891 року був обраний почесним громадянином Мукачево. З 18 червня по 18 жовтня 1905 року був міністром сільського господарства в уряді Фейєрварі, а з 1919 року — секретарем Комітету національної економіки Угорської академії наук.